# Chucky (Fernsehserie)/Episodenliste

Logo zur Serie

Diese Episodenliste enthält alle Episoden der US-amerikanischen Horror-Fernsehserie Chucky von Don Mancini, die auf dessen gleichnamigen Horrorfilmreihe basiert.
Die Fernsehserie umfasst insgesamt drei Staffeln mit 24 Episoden.

## Übersicht
| Staffel | Episoden- anzahl | Episoden- anzahl | Erstausstrahlung USA | Erstausstrahlung USA | Deutschsprachige Erstausstrahlung | Deutschsprachige Erstausstrahlung |
| Staffel | Episoden- anzahl | Episoden- anzahl | Staffelpremiere      | Staffelfinale        | Staffelpremiere                   | Staffelfinale                     |
| ------- | ---------------- | ---------------- | -------------------- | -------------------- | --------------------------------- | --------------------------------- |
| 1       | 8                | 8                | 12. Oktober 2021     | 30. November 2021    | 19. Januar 2022                   | 09. März 2022                     |
| 2       | 8                | 8                | 05. Oktober 2022     | 23. November 2022    | 26. Januar 2023                   | 16. März 2023                     |
| 3       | 8                | 4                | 04. Oktober 2023     | 25. Oktober 2023     | 31. Oktober 2024                  | 21. November 2024                 |
| 3       | 8                | 4                | 10. April 2024       | 01. Mai 2024         | 31. Oktober 2024                  | 21. November 2024                 |

## Staffel 1
| Nr. (ges.) | Nr. (St.) | Deutscher Titel                     | Originaltitel                       | Erstausstrahlung USA | Deutschsprachige Erstausstrahlung (D) | Regie         | Drehbuch                              | Zuschauer (USA)                            |
| --- | --------- | ----------------------------------- | ----------------------------------- | -------------------- | ------------------------------------- | ------------- | ------------------------------------- | ------------------------------------------ |
| 1 | 1         | Killer im Kleinformat               | Death by Misadventure               | 12. Okt. 2021        | 19. Jan. 2022                         | Don Mancini   | Don Mancini                           | 0,451 Mio. (Syfy) 0,357 Mio. (USA Network) |
| Jake Wheeler erwirbt auf einem Flohmarkt die „Good Guy“-Puppe Chucky für sein Kunstprojekt – eine Puppenskulptur. Während eines Familienessen macht sein Cousin Junior abfällige Bemerkungen hinsichtlich des Kaufs und später zerstört Jakes betrunkener Vater sein Kunstprojekt. Jake will Chucky nun wieder verkaufen, und nimmt die Puppe mit in die Schule. Dort setzt er sich dem Spott seiner Mitschüler, und ganz besonders dem der tonangebenden Lexy Cross aus, die ihn lächerlich zu machen versucht. Auf seine Anzeige wegen der Puppe meldet sich ein Anrufer, der Jake vor Chucky warnt und darauf aufmerksam macht, dass die Puppe auch ohne Batterien spricht, woraufhin Jake sie in die Mülltonne wirft. Bei einer Schul-Talentshow ist Chucky jedoch wieder da und zwingt Jake, mit ihm als Bauchrednerpuppe aufzutreten und stellt Lexy bloß. Wieder zurück zuhause wird Jake von seinem Vater geschlagen und dieser kurz darauf von Chucky mit einem Stromschlag getötet, worauf Jake bei der Familie seines Cousins Junior unterkommt. |           |                                     |                                     |                      |                                       |               |                                       |                                            |
| 2 | 2         | Süßes oder Saures                   | Give Me Something Good to Eat       | 19. Okt. 2021        | 26. Jan. 2022                         | Dermott Downs | Harley Peyton & Don Mancini           | 0,390 Mio. (Syfy) 0,280 Mio. (USA Network) |
| Als Jake nach einer Woche wieder zur Schule geht, wird er zu einer Halloween-Party seines Mitschülers Oliver eingeladen; währenddessen tötet Chucky Annie, das Hausmädchen der Wheelers. Die Polizei geht von einem Unfall aus, merkt aber auch an, dass der Tod Jake zu folgen scheine. Chucky leugnet gegenüber Jake, Annie getötet zu haben; er töte nur Personen, die es verdient hätten, als nächstes soll Lexy dran sein. Als Jake Chucky deswegen ausschimpft, verpasst dieser ihm ein blaues Auge. Um Lexy zu schützen, will Jake eigentlich nicht zur Party gehen, bemerkt aber, dass Chucky schon alleine dorthin gegangen ist. Er spielt dort mit Lexys kleiner Schwester Caroline, die auf ihn fixiert ist. Lexys Halloween-Kostüm überrascht alle, sie hat sich als Jakes Vater verkleidet und demonstriert den Gästen dessen Todeskampf, als der Strom seinen Körper durchdringt. Jake ist zwar wütend, aber als Chucky plötzlich hinter Lexy auftaucht, hält er ihn trotzdem davon ab, sie zu töten. Etwas später in dieser Nacht drängt Chucky Jake erneut, aktiv zu werden, und bringt ihn dazu, ein Messer an sich zu nehmen. |           |                                     |                                     |                      |                                       |               |                                       |                                            |
| 3 | 3         | Tödliche Umarmung                   | I Like to Be Hugged                 | 26. Okt. 2021        | 2. Feb. 2022                          | Dermott Downs | Nick Zigler & Sarah Acosta            | 0,330 Mio. (Syfy) 0,352 Mio. (USA Network) |
| Als Jake scheinbar Lexy verfolgt, um sie zu töten, stellt die Person vor ihm sich als Junior heraus. Weil ihre Schwester einen Wutanfall hat, dass sie unbedingt Chucky haben will, entschuldigt Lexy sich bei Jake, wie Junior von ihr verlangte, aber Jake lehnt zunächst ab, ihr Chucky zu geben. Doch später bringt er Chucky zu ihnen, damit dieser eine Gelegenheit finden kann, dort Lexy zu töten. Während ihre Eltern und die Wheelers in die Schule geladen sind, um über den Konflikt zwischen Jake und Lexy zu sprechen, hat diese ihre Freunde zu einer Silent Disco eingeladen. Statt Lexy trifft Chucky versehentlich auf Oliver und ersticht ihn; als er danach Lexy angreift, bricht im Haus ein Feuer aus. Rückblicke zeigen, wie Charles Lee Ray angefangen hat zu morden: nämlich 1965 als Kind. Als ein Serienmörder in der Stadt umging und in ihr Haus einbrach, versteckte Charles’ Mutter sich mit ihm in einen Schrank. Als der Einbrecher den Schrank öffnet, hat Charles seine Mutter schon umgebracht, um ihm zu helfen. |           |                                     |                                     |                      |                                       |               |                                       |                                            |
| 4 | 4         | Rettende Hand                       | Just Let Go                         | 2. Nov. 2021         | 9. Feb. 2022                          | Leslie Libman | Mallory Westfall & Kim Garland        | 0,282 Mio. (Syfy) 0,302 Mio. (USA Network) |
| Die Kinder von der Party wurden ins Krankenhaus gebracht, Caroline wird beatmet und Juniors Lunge muss untersucht werden. Detective Evans, Devons Mutter, erzählt ihm und später Juniors und Lexys Eltern, dass Oliver nicht durch das Feuer gestorben ist, sondern erstochen wurde. Als Lexy Jake damit konfrontiert, dass Chucky sie töten wollte, ist sie schockiert zu erfahren, dass Jake es wusste und geplant hatte, aber kann es keinen Erwachsenen erzählen. Um Chucky zu suchen, geht sie mit Jake zu ihrem Haus, wo ihr Streit dazu führt, dass Lexy fast vom oberen Stockwerk herunterstürzt, aber Jake hält sie fest und lässt auch gegen Chuckys Drängen nicht los. Da erscheint Detective Peyton und nimmt sie und Chucky, dessen Gesicht halbverbrannt ist, ins Krankenhaus mit. In Carolines Zimmer tötet Chucky Peyton, während Lexy Devon einweiht, dass Chucky lebendig ist, und Detective Evans Jake befragt. Als er kurz davor ist, die Wahrheit zu sagen, zieht Chucky den Stecker von Carolines Beatmungsmaschine. Sie kann noch gerettet werden, aber dadurch wird Peytons Leiche entdeckt. In den Rückblicken lebt Charles als Teenager in einem Waisenhaus, wo er eine Gruppe Jungen um sich schart. In einem Peter-Pan-Spiel zeigt er ihnen die Leiche des von ihm getöteten Hausmeisters. |           |                                     |                                     |                      |                                       |               |                                       |                                            |
| 5 | 5         | Totgesagte morden länger            | Little Little Lies                  | 9. Nov. 2021         | 16. Feb. 2022                         | Leslie Libman | Harley Peyton & Rachael Paradis       | 0,252 Mio. (Syfy) 0,265 Mio. (USA Network) |
| Als Caroline erwacht und Chucky haben will, ist sie so entsetzt über sein verbranntes Aussehen, dass ihr Vater die Puppe den Müllschacht hinunterwirft, doch als Lexy, Jake und Devon den Container überprüfen, ist sie verschwunden. Die Familie Cross kehrt nach Hause zurück, wo ihr Vater eine Überraschung für Caroline hat: eine neue „Good Guy“-Puppe namens Tommy. Später liegt aber plötzlich auch Chucky in ihrem Zimmer, den ihr Vater in eine Mülltonne wirft. Lexy, Jake und Devon stecken ihn in einen Sack und treten solange drauf, bis er in Einzelteile zerfällt, wodurch sie ihn für tot halten. Im Versuch nach vorne zu schauen, haben Jake und Devon ihren ersten Kuss. Lexys Mutter, die Bürgermeisterin, und Detective Evans halten eine Bürgerversammlung, bei der auch die Schulleiterin sprechen soll; stattdessen rollt ihr Kopf auf die Bühne und der geöffnete Vorhang enthüllt ihren kopflosen Körper in einem Sessel. Charles Lee Ray hat in Carolines Zimmer seine Seele aus dem verbrannten Chucky in die Tommy-Puppe transferiert. In Rückblicken nimmt Charles Lee Ray als junger Erwachsener aus einer Bar eine blonde Tänzerin und eine Rothaarige auf ein Hotelzimmer mit, wo er die Blonde tötet und die Rothaarige sich als Tiffany vorstellt, die seine Braut und Komplizin wird. In der Gegenwart in einem Hotel in Hackensack ist Tiffany, die im Körper von Jennifer Tilly steckt, mit Nica Pierce zusammen, in der Charles Lee Rays Seele steckt, der gelernt hatte, seine Seele aufzuteilen. Sie haben Männer ermordet und einen gefesselt, doch kurzzeitig kommt Nica ans Bewusstsein und befreit den Mann, bevor Charles wieder übernimmt und ihn tötet. |           |                                     |                                     |                      |                                       |               |                                       |                                            |
| 6 | 6         | Muttertag                           | Cape Queer                          | 16. Nov. 2021        | 23. Feb. 2022                         | Samir Rehem   | Nick Zigler & Sarah Acosta            | 0,377 Mio. (Syfy) 0,278 Mio. (USA Network) |
| Tiffany bemerkt, dass Nica die Kontrolle über ihren Körper übernommen hat und nur vorspielt, Chucky zu sein. Sie hat Charles Lee Rays altes Elternhaus gekauft und hält Nica dort gefangen. Nachdem die Lehrerin Fairchild für die jüngsten Morde verhaftet wird, kontaktieren Jake und Devon Chuckys ehemaligen Besitzer Andy Barclay, der mit seiner Pflegeschwester Kyle von Chucky besessenen Puppen nachjagt. Bree Wheeler erzählt ihrer Familie, dass sie Krebs hat, doch nach einer Therapiesitzung stößt Chucky sie aus dem Fenster, was die Therapeutin als Selbstmord betrachtet. Junior trennt sich von Lexy, weil sie nicht für ihn da ist; Devon wiederum erzählt seiner Mutter von seinen Gefühlen zu Jake. Im Haus der Wheelers errichten Jake, Devon und Lexy inspiriert von Cape Fear eine Falle, die sie alarmiert, wenn Chucky kommt. Dieser versucht Lexy dazu zu bringen, Jake zu töten, und wird von Devon getasert, aber kann fliehen, als gerade Devons Mutter erscheint, die von Chucky die Treppe heruntergestoßen und somit getötet wird. |           |                                     |                                     |                      |                                       |               |                                       |                                            |
| 7 | 7         | Eine Beerdigung kommt selten allein | Twice the Grieving, Double the Loss | 23. Nov. 2021        | 2. März 2022                          | Samir Rehem   | Mallory Westfall & Isabella Gutierrez | 0,350 Mio. (Syfy) 0,348 Mio. (USA Network) |
| Bei Brees Totenwache macht Junior Jake verantwortlich und schlägt ihn, als plötzlich Tiffany erscheint, nur um Logan zu küssen und wieder zu verschwinden. Logan ist durch die Trauer häufiger betrunken und wird seinem Bruder immer ähnlicher. In Juniors Zimmer trifft dieser Chucky an, der ihn drängt, die zu beseitigen, durch die seine Familie auseinanderbricht; so tötet Junior seinen Vater, indem er mit der Puppe auf ihn einschlägt. Da kommt vor dem Haus Andy Barclay alleine an, nachdem er Kyle an einer Tankstelle zurückgelassen hat. Devon will die Suche nach Chucky sein lassen und packt, um die Stadt alleine zu verlassen, weil es ihn schmerzt, Jake weiter zu sehen. Der denkt auch darüber nach, mit Geld, das er Logan stiehlt, abzuhauen. Nachdem er an der Busstation einen Lieferanten mit einer „Good Guys“-Puppe sieht, die er diesem abkauft und die sich scheinbar als harmlos herausstellt, kehrt er damit zu Lexy zurück. Diese hat bei einer Pressekonferenz ihrer Mutter erfahren, dass Chucky auch Caroline gedrängt hat, ihre Eltern zu töten. Inzwischen beschließt Devon, Charles Lee Rays altes Haus zu untersuchen, wo er Nica gefesselt findet und befreit, doch Chucky hat wieder die Kontrolle über sie und fesselt wiederum ihn. Jake und Lexy finden heraus, dass die Puppe an Rays altes Haus geliefert werden sollte und dass Devon sich dort gerade befindet. Von ihnen unbemerkt erwacht die „Good Guys“-Puppe jedoch und nimmt ein Messer; Devon wiederum erwacht im Keller umgeben von einer Armee lebendiger Puppen. |           |                                     |                                     |                      |                                       |               |                                       |                                            |
| 8 | 8         | Killerarmee                         | An Affair to Dismember              | 30. Nov. 2021        | 9. März 2022                          | Jeff Renfroe  | Don Mancini & Harley Peyton           | 0,296 Mio. (Syfy) 0,313 Mio. (USA Network) |
| Junior lässt Andy ins Haus, aber weil Chucky sich versteckt und Jake nicht da ist, geht der wieder. Derweil erscheint Kyle bei Jake und Lexy, tötet die dortige Puppe und betäubt die beiden. In Charles Lee Rays Haus will gerade der Chucky in Nica Tiffany töten, als Junior und Chucky erscheinen. Dieser drängt wiederum Tiffany und Junior Nica zu töten, doch stattdessen köpft Tiffany die Chucky-Puppe. Bevor sie das Haus verlassen, legt sie eine Sprengfalle aus. Andy erscheint und befreit Devon, aber Kyle aktiviert mit dem Öffnen der Tür die Sprengfalle und das Haus explodiert. Als Jake und Lexy erwachen, lesen sie von der Explosion, doch es stellt sich heraus, dass Devon überlebt hat. Lexys Mutter veranstaltet eine Benefizvorführung von Frankenstein mit Jennifer Tilly (Tiffany) als Gaststar. Junior lockt Lexy in das Gebäude bis hinter die Leinwand, wo eine Puppe ihn drängt sie zu töten, doch stattdessen ersticht er die Puppe, wobei deren Messer in seiner Brust landet. Während die Stadt den Film schaut, tötet eine Puppe von unter den Sitzen Lexys Vater und weitere, worauf alle übrigen panisch fliehen. Devon und Jake erscheinen, der die Puppe erwürgt, bis die Augen herausfallen. Nach der Vorführung sollen die übrigen Puppen, von Tiffany organisiert, an Kinder im ganzen Land verteilt werden; Andy übernimmt den Lastwagen, doch darin zeigt sich ihm die lebendige Tiffany-Puppe. Später hält wiederum die menschliche Tiffany wieder Nica gefangen, der sie Arme und Beine amputiert hat. Im Rückblick ruft Tiffany aus Rache, weil Charles angefangen hat, auch ohne sie Leute zu töten, die Polizei, was zu der Verfolgungsjagd führt, in der er sterben und das erste Mal sich in die Puppe transferieren wird. In einem Meta-Epilog spricht Chucky zum Publikum und blickt auf die Tode in der Staffel zurück. |           |                                     |                                     |                      |                                       |               |                                       |                                            |

## Staffel 2
| Nr. (ges.) | Nr. (St.) | Deutscher Titel             | Originaltitel                 | Erstausstrahlung USA | Deutschsprachige Erstausstrahlung (D) | Regie         | Drehbuch                                     | Zuschauer (USA)                            |
| --- | --------- | --------------------------- | ----------------------------- | -------------------- | ------------------------------------- | ------------- | -------------------------------------------- | ------------------------------------------ |
| 9 | 1         | Halloween II                | Halloween II                  | 5. Okt. 2022         | 26. Jan. 2023                         | Jeff Renfroe  | Don Mancini                                  | 0,355 Mio. (Syfy) 0,320 Mio. (USA Network) |
| Andy schießt der Tiffany-Puppe den Kopf ab und lenkt den Truck in eine Schlucht, um die Chucky-Armee aufzuhalten. Jake und Devon kommen bei unterschiedlichen Pflegefamilien unter, Jake in Salem (New Jersey) mit einem Pflegebruder namens Gary. Sechs Monate später an Halloween macht Chucky Drohanrufe an Jake und Devon und zeigt ihnen per Videochat, wie Caroline ihn kostümiert ins Haus der Cross lässt, worauf Devon die Polizei dorthin ruft, die aber nichts findet. Am nächsten Tag haben die Cross eine Sitzung mit ihrer Therapeutin Dr. Mixter, die Caroline gegen ihre Furcht vor Puppen eine „Wedding Belle“-Puppe gibt (dem früheren Design der Tiffany-Puppe). Lexy warnt ihre Schwester, der Puppe nicht zu vertrauen, und benachrichtigt Jake und Devon, die nachts heimlich zu ihr kommen. Am Morgen steht plötzlich Gary mit einer Chucky-Puppe und einer von diesem gebastelten Bombe vor der Tür. Chucky wollte die drei wieder zusammenbringen, um sie gleichzeitig zu töten. Doch als die Bombe herunterfällt und Gary mit ihr in die Küche rennt, sterben stattdessen er und die Puppe. Dr. Mixter sorgt dafür, dass die Lexy, Jake und Devon, die für Garys Tod verantwortlich gemacht werden, anstelle einer Jugendstrafanstalt in die katholische Erziehungsanstalt des Leibhaftigen Herrn geschickt werden. Sie erkennen, dass das Gebäude früher das Waisenhaus war, in dem Charles Lee Ray aufwuchs. |           |                             |                               |                      |                                       |               |                                              |                                            |
| 10 | 2         | Kann denn Töten Sünde sein? | The Sinners Are Much More Fun | 12. Okt. 2022        | 2. Feb. 2023                          | Samir Rehem   | Mallory Westfall & Don Mancini               | 0,219 Mio. (Syfy) 0,209 Mio. (USA Network) |
| In der Schule lernen Lexy, Jake und Devon Nadine, die Kleptomanin ist und Lexys Zimmergenossin wird, sowie den Direktor Pater Bryce; auch sieht Lexy Trevor Cains, der sie früher gehänselt hatte und nun Messdiener ist. Eine Chucky-Puppe wurde als Spende für einen Basar an die Schule geschickt. Als diese erwacht, erleidet eine Nonne an einem Herzanfall und stirbt. Im Unterricht schleicht Jake sich in das Büro, um die Puppe zu konfrontieren, aber wird von Pater Bryce erwischt und mit der Puppe eingesperrt, die nur ein Foto von Jake macht und entkommt. In der Nacht dringt Chucky in Lexys und Nadines Raum ein, wodurch Nadine sieht, dass er lebendig ist. Jake und Devon finden und fesseln die Puppe, die sie offenbar nur auskundschaften sollte, um Chuckys Plan herauszufinden. Tiffany findet, als sie aufwacht, den Kopf ihrer Puppe im Bett. Sie hat Nica nun ein Jahr lang in ihrem Keller festgehalten. In Nicas Kopf spricht Chucky mit ihr und sie verbünden sich, um sich gemeinsam an Tiffany zu rächen. Als ein Polizist kommt und Tiffany als Jennifer Tilly nach Nica fragt, die als vermisst gilt, tötet sie ihn. Kurz darauf kommen ihre Kinder, die Zwillinge Glen und Glenda, an. |           |                             |                               |                      |                                       |               |                                              |                                            |
| 11 | 3         | Ave Maria!                  | Hail Mary                     | 19. Okt. 2022        | 9. Feb. 2023                          | Samir Rehem   | Nick Zigler & Rachael Paradis                | 0,272 Mio. (Syfy) 0,239 Mio. (USA Network) |
| Lexy entdeckt auf dem Handy der Puppe, dass ihr einziger Kontakt „Der Colonel“ lautet. Da Chucky nicht seinen Plan verraten will, versucht Jake, ihn einer Gehirnwäsche mittels Reizüberflutung und Aversionstherapie zu unterziehen, wodurch die Puppe gefügig und nett wird, aber den Plan vergessen hat. Jake und Devon streiten darüber, ob sie die Puppe töten sollen, und küssen sich, was Pater Bryce beobachtet. Während Lexy aufpassen soll, kann dieser Chucky, als sie eine Panikattacke hat, zu Bryces Büro entkommen. Ein zweiter muskulöser Chucky tötet einen Priester im Beichtstuhl, während Nadine ihre Beichte ablegt. Als Trevor, der entdeckt hat, dass Lexy aufgrund ihres Traumas ein Drogen- und Medikamentenproblem hat, in ihrem Zimmer Drogen versteckt, wird auch er von dem muskulösen Chucky getötet, sodass Lexy und Nadine kurz vor einer Inspektion die Leiche verstecken müssen. In Bryces Büro bedroht der muskulöse Chucky den netten. |           |                             |                               |                      |                                       |               |                                              |                                            |
| 12 | 4         | Krimiparty                  | Death on Denial               | 26. Okt. 2022        | 16. Feb. 2023                         | Don Mancini   | Alex Delyle & Kim Garland                    | 0,224 Mio. (Syfy) 0,255 Mio. (USA Network) |
| Glen und Glenda haben zu ihrem Geburtstag als Überraschung für ihre Mutter, die sie für Jennifer Tilly halten, deren Schwester Meg Tilly, Schauspielkollegen Gina Gershon und Joe Pantoliano sowie ihre gute Freundin, Reality-TV-Persönlichkeit Sutton Stracke, eingeladen. Diese machen sich Sorgen um Jennifer, weil sie sich seit der Teilnahme an einem Chucky-Film nicht mehr gemeldet hat. Nachdem ihr neuer Butler Jeeves, der eigentlich Nicas Raum bewachen soll, die Gäste und die Kinder beleidigt hat, ist er plötzlich umgebracht und Nica verschwunden. Jennifer erklärt, es sei eine Murder Mystery Party und alle Gäste verdächtig. Nica wurde von Glen und Glenda befreit und versteckt, um ihr zu helfen zu entkommen. Sie hatten sie drei Monate vorher entdeckt, wobei Chucky in Nica Glenda überzeugte, ihm zu helfen, Tiffany zu töten. In der Gegenwart, als sie Joes Leiche sehen, bringt das Blut Chucky ans Bewusstsein. Nun mit Armprothesen ausgestattet will Chucky Tiffany erschießen, aber die Pistole hat keine Patronen mehr. Nachdem Tiffany wieder Nica hervorholt, kann diese im Rollstuhl gemeinsam mit Glenda in ein Fluchtauto entkommen, das von Kyle gefahren wird, während Glen freiwillig zurückbleibt. In einem Meta-Prolog begrüßt Chucky als Showhost die Zuschauer der Serie; im Epilog holt er als Gast WWE-Superstar Liv Morgan dazu. Sie klären auf, dass Glenda den Butler getötet hat und Gina die Pistole benutzt hat, um Joe zu töten, weil er versucht hat, Jennifer zu verführen. Ein Interviewausschnitt wird gezeigt, in dem Liv sagte, dass sie bei der Serie dabei sein und von Chucky getötet werden will, was er daraufhin ausführt. |           |                             |                               |                      |                                       |               |                                              |                                            |
| 13 | 5         | Puppenmorde                 | Doll on Doll                  | 2. Nov. 2022         | 23. Feb. 2023                         | Leslie Libman | Mallory Westfall & Isabella Gutierrez        | 0,227 Mio. (Syfy) 0,249 Mio. (USA Network) |
| Im Kampf der beiden Puppen, den Devon und Jake von außen mitanhören, nagelt der gute Chucky den muskulösen mit Messern in einer Kreuzigungs-Pose an die Wand. Jake verteidigt den guten Chucky damit, dass nicht dieser die Morde begangen habe, während Devon nicht glaubt, dass Chucky gut sein kann. Pater Bryce bestraft Devon, den er mit dem gekreuzigten Chucky erwischt, welchen Schwester Ruth in eine Mülltonne wirft, und zieht Dr. Mixter zu Rate. Als Chucky aus der Mülltonne aufsteht, hält Schwester Ruth ihn für eine Inkarnation Gottes. Jake und Nadine taufen den guten Chucky mit Weihwasser. Devon und Lexy wiederum folgen Spuren auf dem Handy, mit dem er Fotos gemacht hatte, zu einer Hütte im Wald. Dort spricht Dr. Mixter mit einem glatzköpfigen Chucky, dem Colonel, der Andy foltert. Meg Tilly ist nach der Party bei ihrer vermeintlichen Schwester geblieben. Als sie diese auf ihre gemeinsame Vergangenheit anspricht, verschwindet Tiffany in einen Raum, wo sie eine Puppe festhält, in der sich Jennifer Tilly befindet – ihre Seelen waren damals getauscht worden, als Tiffany Jennifers Körper übernahm. Jennifer trickst Tiffany so aus, dass Meg bemerkt, dass etwas nicht stimmt. Sie und Glen folgen Tiffany in den Raum, worauf Tiffany Meg umbringt. Nachdem Tiffany Glen die Wahrheit über sich erzählt und die Glend(da)-Puppe zeigt, setzt sie das Haus in Brand und die beiden fahren mit ihren Puppen weg. |           |                             |                               |                      |                                       |               |                                              |                                            |
| 14 | 6         | Chucky vs. Chucky           | He is Risen Indeed            | 9. Nov. 2022         | 2. März 2023                          | Leslie Libman | Alex Delyle & Kim Garland                    | 0,227 Mio. (Syfy) 0,246 Mio. (USA Network) |
| Der Colonel, der Fleisch von Andy abschneidet, um es zu essen, untersagt Dr. Mixter, die Kinder zu töten. Nachdem die beiden die Hütte verlassen haben, schleichen Devon und Lexy herein und befreien Andy. Aufgrund des Fehlens der beiden verhängt Pater Bryce einen Lockdown über die Schule, indem er die Schüler in ihre Zimmer sperrt. Devon und Lexy erscheinen mit dem verwahrlosten Andy, den sie als Obdachlosen ausgeben, sodass Schwester Catherine sich darum kümmert, ihn zu pflegen. Der muskulöse Chucky konfrontiert den Colonel, um dessen Position zu übernehmen, aber stirbt dabei an einer vergifteten Hostie, die der Colonel ihm gegeben hat, worauf Schwester Ruth schwört, ihn zu rächen. Als der Colonel darauf zum Zimmer der Jungen kommt, wo sich die Kinder versammelt haben, wird er von hinten durch Andy getötet, der auch den guten Chucky töten will. Dr. Mixer kommt hinzu und nimmt diesen an sich. Sie enthüllt, dass sie die Kindertherapeutin von Charles Lee Ray war und seine Mordlust gefördert hatte. Als auch Pater Bryce und Schwester Catherine erscheinen, verwundet Mixter Catherine und gerät in einen Kampf mit Andy, durch den der gute Chucky ihr entflieht. Nadine läuft ihm die Treppe zu einem Turm nach, wo er überlegt, sich als Suizid aus dem Fenster zu stürzen, doch als Nadine zu ihm geht, wirft er stattdessen sie hinunter. So sehen Lexy, Jake und Devon, wie sie auf den Armen einer Statue der Jungfrau Maria aufgeschlagen stirbt. In einem Motel auf dem Weg zur Schule erzählt Nica, dass es laut Chucky dort jemanden geben soll, der alle Seelen in ihre richtigen Körper bringen könne. Als Kyle mit dem Chucky in Nica spricht, verlangt er erfolglos, dass Glenda Kyle tötet. Die Nachrichten verkünden, dass Jennifer Tilly nun für die Morde an Joe Pantoliano und ihre Schwester gesucht wird. |           |                             |                               |                      |                                       |               |                                              |                                            |
| 15 | 7         | Exorzismus                  | Goin’ to The Chapel           | 16. Nov. 2022        | 9. März 2023                          | John Hyams    | Nick Zigler & Amanda Blanchard               | 0,130 Mio. (Syfy) 0,230 Mio. (USA Network) |
| Weil Jennifer Tilly gesucht wird, plant Tiffany, sich wieder in die Puppe zu transferieren, aber Jennifer will nicht in ihren Körper. Sie kann sich befreien und läuft auf die Straße, wo die Puppe von einem Sattelzug erfasst wird. Als die Kinder vom Turm herunterkommen, nimmt wieder Dr. Mixter Chucky. Da erscheint auch Kyle mit einer Waffe und die beiden handeln einen Deal aus: Chucky soll mit einem Exorzismus aus der Puppe in die Hölle verbannt werden und dann der Chucky aus Nica in die Puppe transferiert, die Mixter mitnehmen dürfe. Lexy bleibt auf ihrem Zimmer und nimmt eine Überdosis Tabletten, worauf sie eine Halluzination von Nadine hat, die ihr hilft, es durchzustehen. Zunächst müssen alle Beteiligten eine Beichte ablegen. Am Ende des Exorzismus geht Chuckys Seele in Pater Bryce, dessen Körper daraufhin explodiert. Nachdem Nica dann Chuckys Seele in die Puppe transferiert, taucht Jake diese in das Weihwasserbecken, aber Schwester Ruth erscheint mit Lexy als Geisel. Glenda tötet Ruth mit Chuckys Messer, Mixter läuft zunächst mit der Puppe davon, lässt sie aber fallen, als Andy auf sie schießt. Die Gruppe verbrennt die Puppe schließlich und glaubt Chucky dadurch endgültig tot. Nica ist Glenda dankbar, frei von ihm zu sein, als gerade Tiffany und Glen ankommen. Nica schießt auf Tiffany, aber Glen wirft sich dazwischen und wird verwundet. In ihrem Auto lacht Mixter von Chucky besessen. |           |                             |                               |                      |                                       |               |                                              |                                            |
| 16 | 8         | Schlachtfest                | Chucky Actually               | 23. Nov. 2022        | 16. März 2023                         | Jeff Renfroe  | Alex Delyle & Mallory Westfall & Don Mancini | 0,138 Mio. (Syfy) 0,244 Mio. (USA Network) |
| Rückblicke zeigen Dr. Mixter mit Charles Lee Ray in seiner Kindheit; wie sie in der ersten Staffel ihm geraten hat, die Kinder zu traumatisieren, um sie zum Morden zu bringen; und wie in der letzten Episode Chucky mit ihr das Tauschritual ausführte, sodass er in ihrem Körper aus der Kirche entkam und sie in der Puppe starb. In ihrem Haus ist eine weitere Puppe, in die er hineinfährt, sodass später Mixters Körper leblos gefunden wird. 22. Dezember: Weil Glen sterben wird, hilft Glenda, Tiffany ins Krankenhaus zu gelangen, die dort die Seelen beider Kinder zusammen in die frühere Glen(da)-Puppe transferiert. Diese nennt sich nun G.G. und verlässt Tiffany, um nach England zu reisen. Jake holt Lexy von ihrer letzten Gruppentherapiesitzung ab, die ihre Mutter Michelle damit überrascht, dass Jake und Devon über die Feiertage bei ihnen bleiben werden. Die Jungs haben Schwierigkeiten, sich auszusprechen, aber es gelingt ihnen am Heiligabend. In der Nacht steigt Chucky mit einer Kettensäge durch den Kamin ins Haus und auch Tiffany kommt, die durch ein Foto von Michelle die Belle Doll gesehen hat. Chucky tötet Michelle mit der Kettensäge und wird selbst von Lexy getötet, wobei er Tiffany sagt, nun sei er wirklich die letzte Chucky-Puppe. Jake und Devon verwunden Tiffany, aber plötzlich stellt sich Caroline zu ihr. Chucky habe ihr gesagt, dass eigentlich Tiffany ihre Mutter sei, sodass sie mit ihr mitgeht. Am nächsten Tag nimmt die Polizei den Fall auf, dass Jennifer Tilly Michelle getötet und Caroline entführt habe. Miss Fairchild kommt zu den Kindern, die ihr die Wahrheit über Chucky erzählen. Drei Wochen später in New York City erhält Tiffany einen Drohanruf von Nica, worauf sie versucht, sich in die Belle Doll zu transferieren, doch diese stellt sich als getarnte Chucky-Puppe heraus, der sie angreift. Im Metaepilog rekapituliert Chucky die Morde der Staffel mit dem Lied The Twelve Days of Christmas. |           |                             |                               |                      |                                       |               |                                              |                                            |

## Staffel 3
| Nr. (ges.) | Nr. (St.) | Deutscher Titel        | Originaltitel        | Erstausstrahlung USA | Deutschsprachige Erstausstrahlung (D) | Regie        | Drehbuch                                                                | Zuschauer (USA)                            |
| --- | --------- | ---------------------- | -------------------- | -------------------- | ------------------------------------- | ------------ | ----------------------------------------------------------------------- | ------------------------------------------ |
| Teil 1 |           |                        |                      |                      |                                       |              |                                                                         |                                            |
| 17 | 1         | Mord im Weißen Haus    | Murder at 1600       | 4. Okt. 2023         | 31. Okt. 2024                         | Jeff Renfroe | Nick Zigler & Don Mancini                                               | 0,172 Mio. (Syfy) 0,207 Mio. (USA Network) |
| Henry, der jüngere Sohn des Präsidenten, hat eine „Good-Guy“-Puppe namens Joseph und fürchtet sich vor Geistern im Weißen Haus. Präsident James Collins steht im Wahlkampf und seiner Präsidentschaft unter dem Motto totaler Transparenz, was seine Frau unter Druck setzt und den älteren jugendlichen Sohn Grant nervt. Einen weiteren Sohn namens Joseph haben sie vor einem Jahr verloren. Durch Hacker kommt es zu einem Stromausfall im Weißen Haus, aber bevor die Familie im Sicherheitsbunker ankommt, geht der Strom wieder an. Am nächsten Tag lässt Henry Joseph im Oval Office bei seinem Vater, der die Puppe, nachdem sie von alleine in seinem Schreibtischstuhl sitzt, in Henrys Zimmer zurückbringt. Nachdem die Söhne aus der Schule zurückkehren, kontrolliert Secret-Service-Agent Teddy zunächst Henrys Zimmer. Dort nimmt Joseph, der Chucky ist, dessen Pistole und erschießt ihn. In Hackensack haben Jake, Devon und Lexy seit einem Jahr nichts mehr von Chucky gehört. Im Internet startet Jake einen Aufruf nach einer „Good-Guy“-Puppe und Lexy nach ihrer Schwester. Nach seiner Tat erhalten sie einen Anruf von Chucky. Durch eine Nachrichtensendung über die Bestattung des Agenten sehen sie, dass Chucky im Weißen Haus ist. |           |                        |                      |                      |                                       |              |                                                                         |                                            |
| 18 | 2         | Öffnet mir die Türen … | Let the Right One In | 11. Okt. 2023        | 31. Okt. 2024                         | John Hyams   | Alex Delyle & Rachael Paradis und Catherine Schetina & Amanda Blanchard | 0,124 Mio. (Syfy) 0,261 Mio. (USA Network) |
| Der Präsident engagiert den Spezialisten Warren Pryce, um Teddys Fall diskret untersuchen zu lassen. Nachts, nachdem alle anderen das Oval Office verlassen haben, tötet Chucky darin mit einem Brieföffner die Sekretärin Samantha. Price informiert nach ihrer Entdeckung nur Mrs. Collins und instruiert sie zu helfen, die Leiche zu entsorgen und den Tod zu vertuschen. Über Social Media kontaktiert Lexy Grant, worauf er sich am nächsten Tag mit ihr und ihren Freunden in Washington trifft. Seine Mutter ist aber skeptisch diesen neuen Freunden gegenüber und trifft sich im Weißen Haus mit dem Vormund der Kinder, Miss Fairchild, bevor sie erlaubt, dass sie zur Halloween-Gala im Weißen Haus kommen dürfen. Als Mrs. Collins sie alleine lässt, um mit Price zu sprechen, erstickt Chucky Fairchild mit einer Flagge über ihrem Kopf und ruft unter ihrer Nummer Jake an. |           |                        |                      |                      |                                       |              |                                                                         |                                            |
| 19 | 3         | Todesurteil            | Jennifer's Body      | 18. Okt. 2023        | 7. Nov. 2024                          | John Hyams   | Catherine Schetina & Amanda Blanchard und Alex Delyle & Rachael Paradis | 0,210 Mio. (Syfy) 0,230 Mio. (USA Network) |
| Rückblicke zu letzten Januar zeigen, dass Chucky Tiffany nicht töten konnte, weil in dem Moment die von Nica gerufene Polizei den Raum stürmt und Tiffany verhaftet wird. Caroline nimmt Chucky an sich und flieht vor Nica durch die Stadt, wobei er einen Taxifahrer tötet. In Andys Haus betäubt Chucky diesen und sticht auf ihn ein, was sich aber als Traum Chuckys erweist. Er stellt an sich Alterserscheinungen fest, worauf Caroline meint, er müsse zu einem Doktor. Im Mai besucht Lexy Tiffany in Untersuchungshaft, um nach ihrer Schwester zu fragen, und erfährt von ihr, dass Chucky noch lebt. Im Juni beginnt der Prozess gegen Jennifer Tilly, bei dem Nica und die Kinder aussagen. “Jennifer Tilly” selbst gesteht im Zeugenstand offen, Tiffany zu sein, und spricht von den Puppen und Seelentransferierungen, um als wahnsinnig und daher nicht schuldfähig zu erscheinen. Die Jury spricht sie trotzdem aller Morde schuldig. Chuckys Arzt diagnostiziert ihm, dass er durch den Exorzismus mit christlicher Magie infiziert und von Damballa verlassen worden sei, wodurch er sterben werde und die aktuelle Puppe nicht mehr verlassen könne. Es gebe aber ein Ritual, für das es ein Böses besonderer Größe brauche. Dafür tötet Chucky die Anwesenden im Amityville House, was aber keine Auswirkungen hat. Er entscheidet sich daraufhin für das Weiße Haus. Im Oktober wird Jennifer Tilly zum Tode durch die Giftspritze verurteilt. Nachdem Caroline recherchiert und Chucky mit Makeup vorbereitet hat, neu auszusehen, findet Henry Collins die Puppe am Grab seines Bruders und nimmt ihn ins Weiße Haus mit. |           |                        |                      |                      |                                       |              |                                                                         |                                            |
| 20 | 4         | Halloweenparty         | Dressed to Kill      | 25. Okt. 2023        | 7. Nov. 2024                          | Jeff Renfroe | Rachael Paradis & Don Mancini                                           | 0,105 Mio. (Syfy) 0,247 Mio. (USA Network) |
| Im Weißen Haus findet eine Halloween-Gala statt. Für Henry, der in seinem Zimmer bleibt, kommt ein als Mary Poppins verkleidetes Zimmermädchen. Chucky ist als Phantom der Oper verkleidet, – was das Lieblingskostüm Josephs war –, um seine Alterung zu bedecken. Lexy, Jake und Devon kommen alle drei als Good Guys verkleidet und überreden Grant, sie auch nach oben zu führen. Während er und Lexy alleine sind und sich küssen, können Jake und Devon Henry nicht finden. Als sie wieder unten sind, erscheint dort auch Henry mit Chucky, den die drei konfrontieren und filmen, worauf Grant erkennt, dass sie ihn nur benutzt haben. Ein von Chucky gelöster Kronleuchter stürzt herunter und tötet das Kindermädchen, eine Journalistin und weitere Gäste. Nachdem die Familie nach oben geführt wurde, versucht Chucky erneut Damballas Ritual, aber weiterhin ohne Wirkung. Tiffany wird in den Todestrakt gebracht, bevor sie in drei Wochen hingerichtet werden soll. Sie trifft dort die Starköchin Evelyn Elliott, deren Fan sie ist, die sie aber wiederum für den Mord an Meg Tilly verurteilt. Nachdem ihr als Gegenstände ihrer Religion Voodoo-Puppen geliefert werden, benutzt sie diese, um Evelyn sich selbst töten zu lassen, und um ihre Wärterin dazu zu bringen, sich bereit zu erklären, ihr zu ihrem Ausbruch zu verhelfen. |           |                        |                      |                      |                                       |              |                                                                         |                                            |
| Teil 2 |           |                        |                      |                      |                                       |              |                                                                         |                                            |
| 21 | 5         | Geisterstunde          | Death Becomes Her    | 10. Apr. 2024        | 14. Nov. 2024                         | Samir Rehem  | Nick Zigler, Amanda Blanchard & Diana Pawell                            | 0,153 Mio. (Syfy) 0,228 Mio. (USA Network) |
| Chucky tötet eine Reinigungskraft, verliert aber angesichts seiner eigenen Sterblichkeit den Nervenkitzel am Töten. Der Präsident sieht immer wieder den Geist seines verstorbenes Sohnes Joseph und Henry sieht ein Zeichen seines Bodyguards Teddy, was sie jeweils der First Lady erzählen. Als Pryce ihr dann noch sagt, der Killer könne übernatürlich sein, sehen auch die beiden eine Erscheinung. Lexy überzeugt Grant, ihr zu verzeihen und sie wiederzusehen. Derweil suchen Jake und Devon Chuckys Voodoo-Arzt auf, der ihnen sagt, dass Chucky sterben und seine Seele dann ins Geisterreich übertreten werde. Auf der Rückfahrt haben sie in einem Motel ihr erstes Mal. Nachdem Chucky im Fernsehen sieht, dass Tiffany im Todestrakt ist, ruft er sie an. Sein bevorstehender Tod bestürzt sie und sie ermutigt ihn, nicht aufzugeben und mit einem großen Knall in die Geschichte einzugehen. Als der Präsident Chucky in Josephs Zimmer findet, tötet er ihn und nimmt die Nuklearcodes an sich. |           |                        |                      |                      |                                       |              |                                                                         |                                            |
| 22 | 6         | Der große Knall        | Panic Room           | 18. Apr. 2024        | 14. Nov. 2024                         | Samir Rehem  | Alex Delyle, Isabella Gutierrez & Amanda Blanchard                      | 0.140 Mio. (Syfy) 0.176 Mio. (USA Network) |
| „Joseph“ erzählt Henry, er wolle etwas tun, durch das sich alle an den Namen Chucky erinnern werden, und als Mrs. Collins und Pryce die Leiche des Präsidenten finden, erscheint an der Wand der blutige Schriftzug „Chucky Did It“. Sie will mit ihren Kindern das Weiße Haus verlassen, wird aber von Pryce und dem Bodyguard Coop aufgehalten. Pryce präsentiert ihr James’ Double Randall Jenkins, der im Lincoln-Schlafzimmer untergebracht wird, um eine passende Geschichte für James’ Tod vorzubereiten. Als Jake und Devon zurückkehren, erklären sie Lexy Chuckys bevorstehenden Tod; sie erinnert sie aber daran, dass er nicht sterben darf, bevor sie Carolines Aufenthaltsort erfährt. Die drei besuchen erneut Grant im Weißen Haus und sagen ihm schließlich die Wahrheit über die Puppe seines Bruders. Chucky verschafft sich derweil mit Henrys Hilfe die Pistole des Präsidenten und zwingt Mr. Jenkins, sie in den Panikraum im Keller zu bringen, wo er als Präsident Atomraketenabschüsse auf Moskau, Pjöngjang und den Nordpol befiehlt. Die Kinder folgen ihm nach und auch Mrs. Collins, Pryce und Coop stoßen dazu. Als Coop auf Chucky schießt, kann Mr. Jenkins die Abschüsse auf Moskau und Pjöngjang abbrechen, Chucky aber den auf den Nordpol auslösen, bevor er zu Staub zerfällt. Im Gang vor dem Raum erscheint der Geist von Charles Lee Ray. |           |                        |                      |                      |                                       |              |                                                                         |                                            |
| 23 | 7         | Die Séance             | There Will Be Blood  | 24. Apr. 2024        | 21. Nov. 2024                         | Amanda Row   | Catherine Schetina & Josh E. Jacobs                                     | 0.072 Mio. (Syfy) 0.176 Mio. (USA Network) |
| Charles Lee Ray trifft in der Geisterwelt Damballa, der in Chuckys Gestalt erscheint. Dieser gewährt ihm noch eine Chance: er solle als Geist töten und könne dafür das Blut seiner Opfer nutzen. Die Bodyguards Coop und Hicks helfen der Präsidentenfamilie, das Haus zu verlassen, aber Grant entscheidet sich, bei seinen Freunden zu bleiben, während seine Mutter und Henry weggefahren werden. Randall Jenkins sendet eine Videobotschaft als sterbender Präsident. Er erkennt dann, dass er, um die Illusion nicht zu gefährden, selbst sterben soll, und flieht vor Pryces Agenten in einen Fahrstuhl. Diesen flutet Charles mit Blut, wodurch er Randall und den Agenten tötet. Zwei Medien kommen ins Weiße Haus und halten mit allen Anwesenden eine Seance ab, um mit Charles zu sprechen. Er verursacht eine Blutlache am Boden und tötet durch einen elektrischen Schock ein Medium, den Vizepräsidenten und die Pressesprecherin. Als das Medium Tim erklärt, nun sei der einzige Weg, Chucky in der Geisterwelt zu konfrontieren, erkennt Jake, dass er temporär sterben muss. Er soll den Seelenteil des Guten Chucky dazu bringen, sich zu opfern, wodurch Chuckys Seele auch in der Geisterwelt aufhöre zu existieren. Pryce spritzt Jake eine Droge, die temporär sein Herz anhalten wird; die andere, die ihn zurückholt, erhält Devon. Derweil hat Tiffany im Gefängnis fast alle Wärter unter ihre Kontrolle gebracht, wodurch sie eine Luxus-Behandlung erhält, aber noch nicht den Scharfschützen am Tor, sodass sie nicht entkommen kann. Auf dem Weg, von diesem DNA zu holen, wird die Wärterin überfahren, sodass Tiffany von einem neuen Wärter abgeholt wird. Sie wird zur Injektion der Todesspritze angeschnallt. Unter den Zuschauern ist Nica, die ihr eine Nachricht von G.G. übermittelt.                                                           |           |                        |                      |                      |                                       |              |                                                                         |                                            |
| 24 | 8         | Haus der Puppen        | Final Destination    | 1. Mai 2024          | 21. Nov. 2024                         | Jeff Renfroe | Alex Delyle, Nick Zigler & Don Mancini                                  | 0.077 Mio. (Syfy) 0.116 (USA Network)      |
| Gerade als bei Tiffany die Todesspritze angesetzt wird, stürmt ein von ihr kontrollierter Wärter, Eli, den Raum. Er erschießt den Henker und den Priester, ein weiterer lässt auch alle anderen Gefangenen aus ihren Zellen frei. Eli lässt sich als Schutzschild von dem Scharfschützen erschießen, damit Tiffany durch das Tor zu ihrem Auto entkommen kann. In der Geisterwelt trifft Jake zunächst auf seinen Vater, der noch wütend auf ihn ist, bis Jake ihm vergibt und Liebe zeigt. Dann trifft er den alten Charles Lee Ray, der ihn in einen Kinosaal mit früheren Versionen seiner selbst und von Chucky bringt, die dort ihre Morde anschauen. Jake folgt dem Guten Chucky in dessen Raum und versucht ihn zu überzeugen, sich selbst zu opfern. Chucky sagt ihm, Caroline sei bei Wendell Wilkins. Sein Hinhalten aber entpuppt sich als Ablenkung, während der alte Charles Lee Ray von Jakes Körper Besitz ergreift. Derweil hat Pryce im Weißen Haus Bomben platzieren lassen, die explodieren, kurz nachdem Jake erwacht. Die Kinder fliehen, doch durch herabstürzende Balken werden Jake und das Medium, den Chucky tötet, von den anderen getrennt. Grant findet seinen sterbenden Bodyguard und sperrt Pryce ein, der verbrennt. Draußen wird Grant von seiner Mutter empfangen. Jake, Devon und Lexy fahren zu Wendell Wilkins, der sich als der Schöpfer der „Good Guy“–Puppe herausstellt und den Prototyp hat. Caroline, die während der Ereignisse bei ihm lebte, vollführt das Ritual, Charles Lee Ray aus Jakes Körper in die Puppe zu transferieren. Tiffany kommt hinzu und wird ebenfalls wieder in eine Puppe transferiert. Nachdem Caroline das Haus mit beiden Puppen verlässt, betritt Nica es und sieht, dass Jake, Devon und Lexy dort als Puppen festgehalten werden. Im Metaepilog rekapituliert Chucky die Morde der Staffel als Präsidentenrede. |           |                        |                      |                      |                                       |              |                                                                         |                                            |